# Les Portos
Les Portos est une nouvelle d'Herman Melville publiée en 1856.

## Historique
Les Portos est une nouvelle d'Herman Melville publiée en mars 1856 dans la revue Harper's New Monthly Magazine.

## Résumé
« “Mais enfin, qu'est-ce qu'un Porto ?” Pour les éclairer [mes auditeurs], j'ai dû maintes fois m'interrompre, au détriment du récit que je faisais. Afin de remédier à cet inconvénient, un ami m'a engagé à rédiger une description des Portos et à la publier... »

## Éditions en anglais
- The 'Gees, dans le numéro 70 de Harper's New Monthly Magazine en mars 1856.

## Traductions en français
- Les Portos, par Philippe Jaworski, Herman Melville, Œuvres, IV , Bibliothèque de la Pléiade, éditions Gallimard, 2010.